# Tails (Linux)
Tails, The Amnesic Incognito Live System, é uma distribuição Linux baseada no Debian que tem como objetivo manter a privacidade, anonimato e segurança do utilizador e burlar a censura de conteúdo em países. Ele se conecta na Internet exclusivamente pela rede anônima Tor. O sistema foi criado para funcionar através de CD-executável ou de USB-executável e não deixa vestígios tecnológicos, a não ser que o usuário assim o queira. O sistema também pode rodar em máquina virtual, apesar de apresentar alguns riscos de segurança. O Tor Project proveu suporte financeiro para o desenvolvimento no início do projeto, e continua a prover, juntamente com inúmeras corporações e doadores anônimos.
Ele vem com algumas aplicações pré-configuradas com fins de segurança, dentre elas: Navegador WEB, cliente de mensagens instantâneas, cliente de correio eletrônico, suíte de escritório, editor de imagens e som, entre outros.

## História
Tails foi lançado em 23 de junho de 2009. O projeto original se chamava Amnesia, e era o sucessor do Incognito, uma distribuição Linux baseada no Gentoo. O sistema operacional surgiu com a fusão dos dois projetos. O Tor Project proveu financiamento no início do projeto. Outros que proveram financiamento foram o Open Technology Fund, Mozilla e a Freedom of the Press Foundation.
Laura Poitras, Glenn Greenwald, Bruce Schneier e Barton Gellman declararam que o Tails foi uma ferramenta importante enquanto trabalhavam com o delator da Agência de Segurança Nacional (NSA), Edward Snowden.
Em 2017, a partir da versão 3.0, é necessário um processador de 64 bits para rodar o Tails.

## Anonimato
O ambiente de área de trabalho do Tails é o GNOME 3. O sistema inclui software essencial para funções como ler e editar documentos, editar imagens, assistir vídeos e impressão. É possível instalar outros softwares do Debian. Apesar do sistema operacional ser de código aberto, partes dele utilizam firmware blobs pagos.
Tails inclui uma variedade de softwares que lida com a criptografia de dados e transmissões na internet, assinatura digital e função hash criptográfica, além de outras funções importantes para a segurança. Ele é pré-configurado para a utilização do Tor, com diversas opções de conexão. O sistema tenta forçar todas as conexões para utilizarem o Tor e bloqueia as restantes. Para o estabelecimento de redes, é utilizado uma modificação do Tor com a inclusão do uBlock Origin, mensageiro instantâneo, e-mail, transmissão de arquivos e o monitoramento de conexões de rede locais por questões de segurança.
O Tails é projetado para ser "amnésico". Ele roda na memória de acesso aleatório (RAM) do computador, e não usa o disco rígido para armazenar mídias. O usuário, porém, é capaz de utilizar a "Memória Persistente" para o armazenamento dentro do Tails. Apesar de ser criptografada, ela pode ser detectada por análise forense. Quando desligado, o Tails reescreve a maior parte da RAM usada para evitar um cold boot attack.
Tails utiliza de criptografia para suas conexões externas, utilizando a ferramenta HTTPS Everywhere. Além disto, ele tem opção de se utilizar a rede Tor ou I2P para anonimato.

### Rede Tor
Tails utiliza a rede Tor para fazer a conexão com a internet, toda aplicação que roda no Sistema Operacional também utiliza esta rede.
Tor é uma rede aberta que lhe ajuda a navegar em segurança sem comprometer sua privacidade. A rede utiliza computadores de outros usuários como roteadores, assim fazendo ligações entre esses "roteadores" antes de conectar-se à internet.
O Tails também permite o uso de pontes Tor, que nada mais é que o uso de servidores Tor não divulgados para tentar burlar provedores que não permitem o uso da rede Tor.

### Rede I2P
Tails também permite até a versão 2.12 o uso da rede I2P, que é uma rede dentro de outra rede. Basicamente utiliza sistemas de túneis com outros usuários da rede i2P, apesar de não ser tão conhecido como a rede Tor, isso não inibe sua eficácia.

## Ferramentas de criptografia
Tails também contém excelentes ferramentas de criptografia de dados. Elas são:
- Tor
- NetworkManager
- NoScript
- uBlock Origin
- Pidgin
- OnionShare
- Thunderbird
- Aircrack-ng
- Electrum
- Wget
- LUKS
- HTTPS Everywhere
- OpenPGP
- OTR
- VeraCrypt
- GnuPG
- Kleopatra
- GNOME screen keyboard
- Metadata cleaner
- KeePassXC
- GtkHash
- Tesseract OCR
- FFmpeg

## Incidentes de segurança
Em 2014, o jornal Das Erste reportou que o sistema de vigilância do XKeyscore da NSA guarda os dados de qualquer um que procure pelo Tails em um buscador ou visite seu website. Um comentário no código-fonte do programa chama Tails de "um mecanismo de comsec dedicado para extremistas e fóruns extremistas".
No mesmo ano, o Der Spiegel publicou slides de uma apresentação interna da NSA de junho de 2012, onde a agência classifica o Tails como a "maior ameaça" a sua missão, e o classificou, juntamente com outras ferramentas de privacidade, como "catastrófico".
Em 2017, o FBI usou um código desenvolvido pelo Facebook para identificar o extorsionário sexual e usuário do Tails Buster Hernandez por uma vulnerabilidade de dia zero no reprodutor de vídeo padrão do sistema operacional. A falha de segurança nunca foi explicada ou descoberta pelos desenvolvedores do Tails, mas acredita-se que a vulnerabilidade foi corrigida nas versões seguintes. Hernandez enganou as autoridades por um longo período de tempo; o FBI e o Facebook desenvolveram a ferramenta hacker personalizada após falharem nas buscas.

## Prêmios
- Endpoint Security Award (2014)[28]